# Energia no renovable

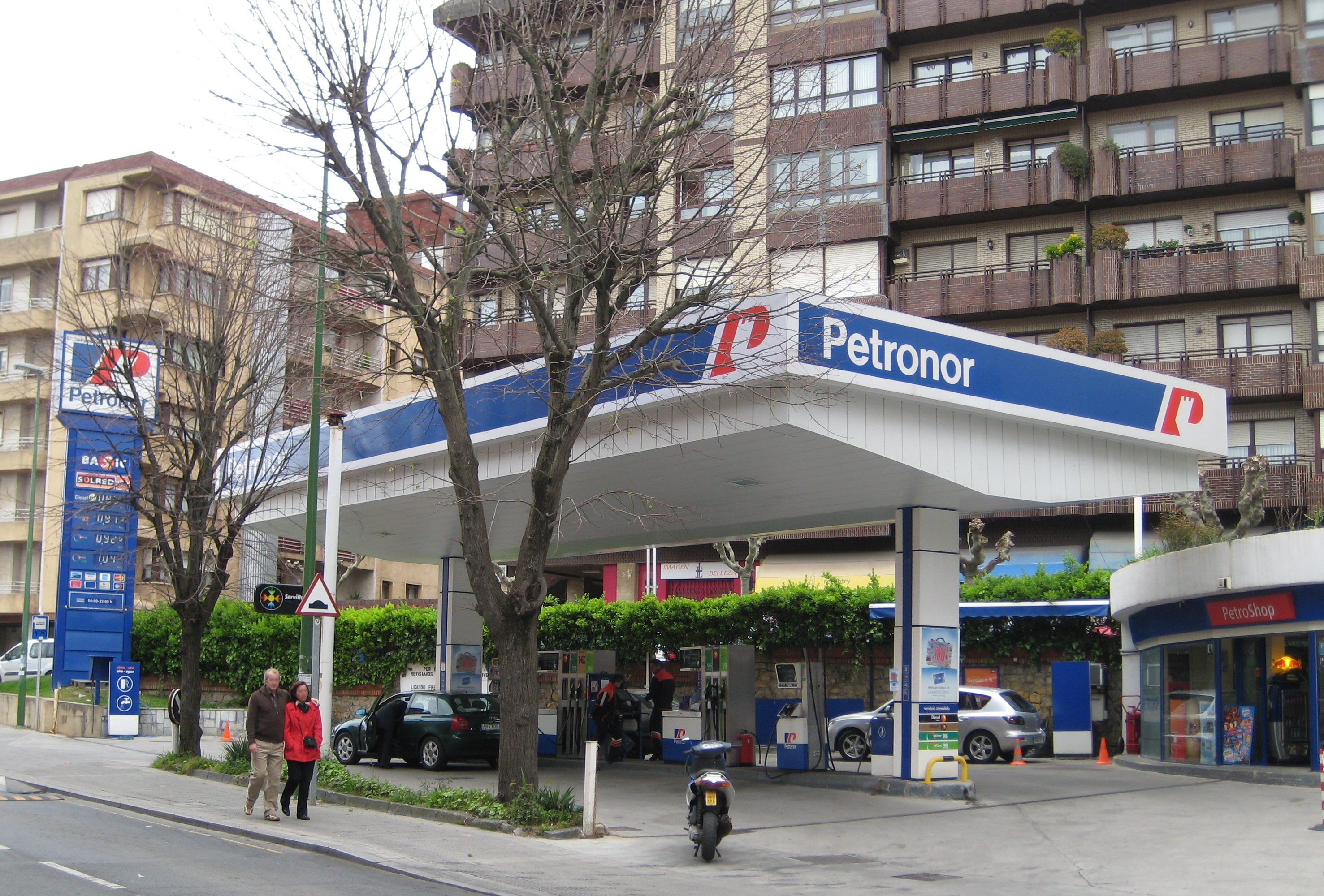
Venda de productes del petroli

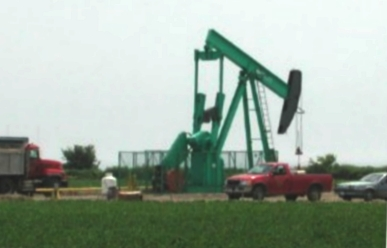
Succió de petroli a una bossa sota terra. La quantitat de petroli d'aquesta bossa anirà disminuint fins que, en uns anys, es buidi.

L'energia no renovable o energia exhaurible és aquella energia que prové d'una font que es pot esgotar, atès que es troba a la naturalesa en una quantitat limitada. Aquestes quantitats limitades fan que una vegada consumides s'hauran acabat, ja que la seva generació no és immediata sinó que requereix processos de milions d'anys. Fa referència a l'escala de vida humana, ja que processos com l'acumulació de carboni han tardat fins a cinc-cents milions d'anys. Es basa en general en el consum de combustibles, motiu pel qual de vegades s'esmenta com a combustibles exhauribles, energia a partir de combustible fòssil, combustibles fòssils o fins i tot senzillament combustibles.
Les fonts d'energia exhauribles convencionals són el carbó, el petroli i el gas natural (també anomenats combustibles fòssils) i les de reaccions químiques entre determinats materials (bateria). Les fonts exhauribles no convencionals són les provinents dels agrocombustibles, o combustibles conreats, i els combustibles nuclears.
Un tipus d'energia geotèrmica particular, la que aprofita les aigües calentes, també seria no renovable en determinades localitzacions, tot i que en general la geotèrmica, que s'aprofita de la diferència de temperatura a la superfície de la Terra i a una certa produnditat, és renovable.

## Principals fonts d'energia no renovables

### Combustibles fòssils

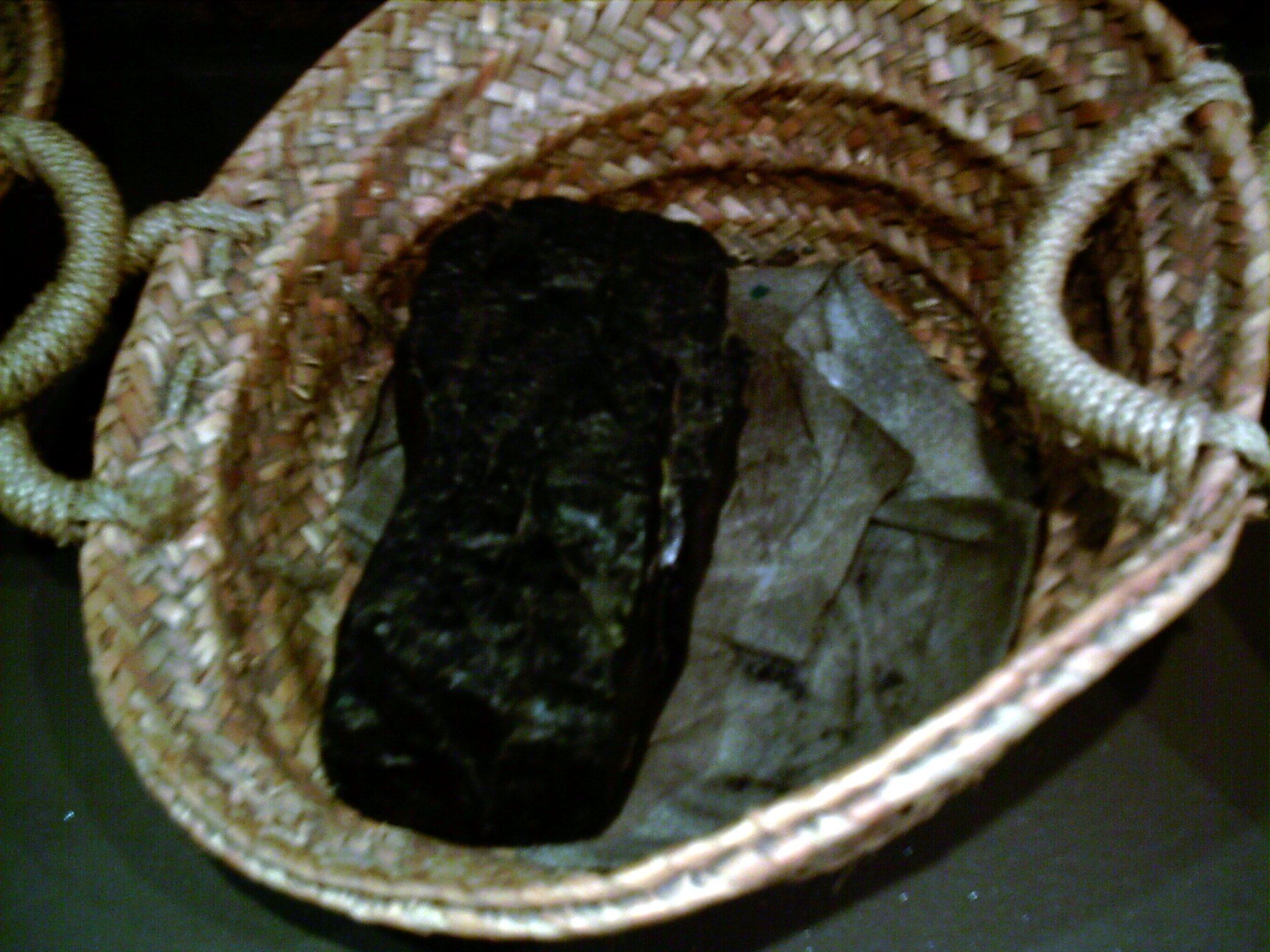
Hulla

Els combustibles fòssils es poden utilitzar en forma sòlida (carbó), líquida (petroli) o gasosa (gas natural). Són acumulacions de restes d'éssers vius que van viure fa milions d'anys i es van fossilitzar formant carbó o hidrocarburs. En el cas del carbó es tracta de boscos de zones pantanoses, i en el cas del petroli i el gas natural de grans masses de plàncton marí acumulades en el fons del mar. En tots els casos la matèria orgànica es va descompondre parcialment amb manca d'oxigen (descomposició anaeròbia) i sota l'acció de l'alta temperatura i pressió i de determinats bacteris de manera que van quedar molècules emmagatzemades amb enllaços d'alta energia.
L'energia més utilitzada al món és l'energia fòssil. Si es considera tot el que està en joc, és de summa importància mesurar amb exactitud les reserves de combustibles fòssils del planeta. Es distingeixen les "reserves identificades" encara que no estiguin explotades, i les "reserves probables", que es podrien descobrir amb les tecnologies futures. Segons els càlculs, el planeta pot subministrar energia durant 40 anys més (si només s'utilitza el petroli) i més de 200 (si es continua utilitzant el carbó).

### Combustibles nuclears

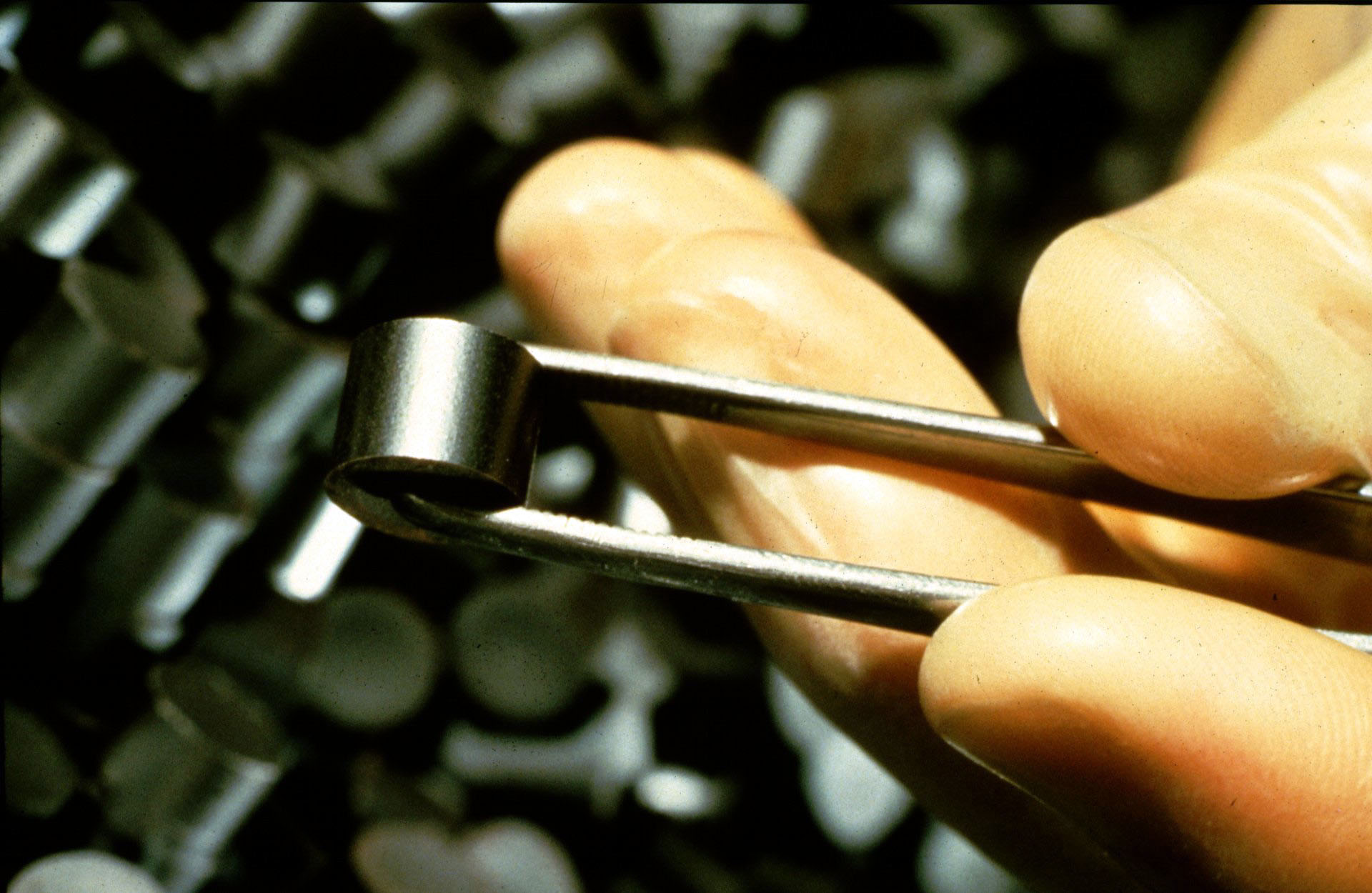
Pastilla d'òxids d'urani

El nucli atòmic d'elements pesants, com l'urani, pot ser desintegrat (fissió nuclear) i alliberar energia radiant i cinètica. Les centrals termonuclears aprofiten aquesta energia nuclear per produir electricitat mitjançant turbines de vapor d'aigua. La calor s'obté en trencar els àtoms de minerals radioactius en reaccions en cadena exotèrmiques que es produeixen en l'interior d'un reactor nuclear.
Una conseqüència de l'activitat de producció d'aquest tipus d'energia són els residus nuclears, que poden tardar centenars de milers d'anys a desaparèixer i tarden molt temps a perdre la radioactivitat. L'avantatge inicial de l'energia nuclear front a la de combustibles fòssils era que semblava una energia neta, ja que no emet diòxid de carboni a l'atmosfera. També que, sent una alternativa a aquests, ha permès que aquests durin una mica més de temps i que resulta interessant per als països que no tenen pous de petroli ni gas natural però sí que tenen mines d'urani. Segons les diferents estimacions, queda urani extraïble per entre poc menys de quaranta anys i poc menys d'un segle.

### Agrocombustibles

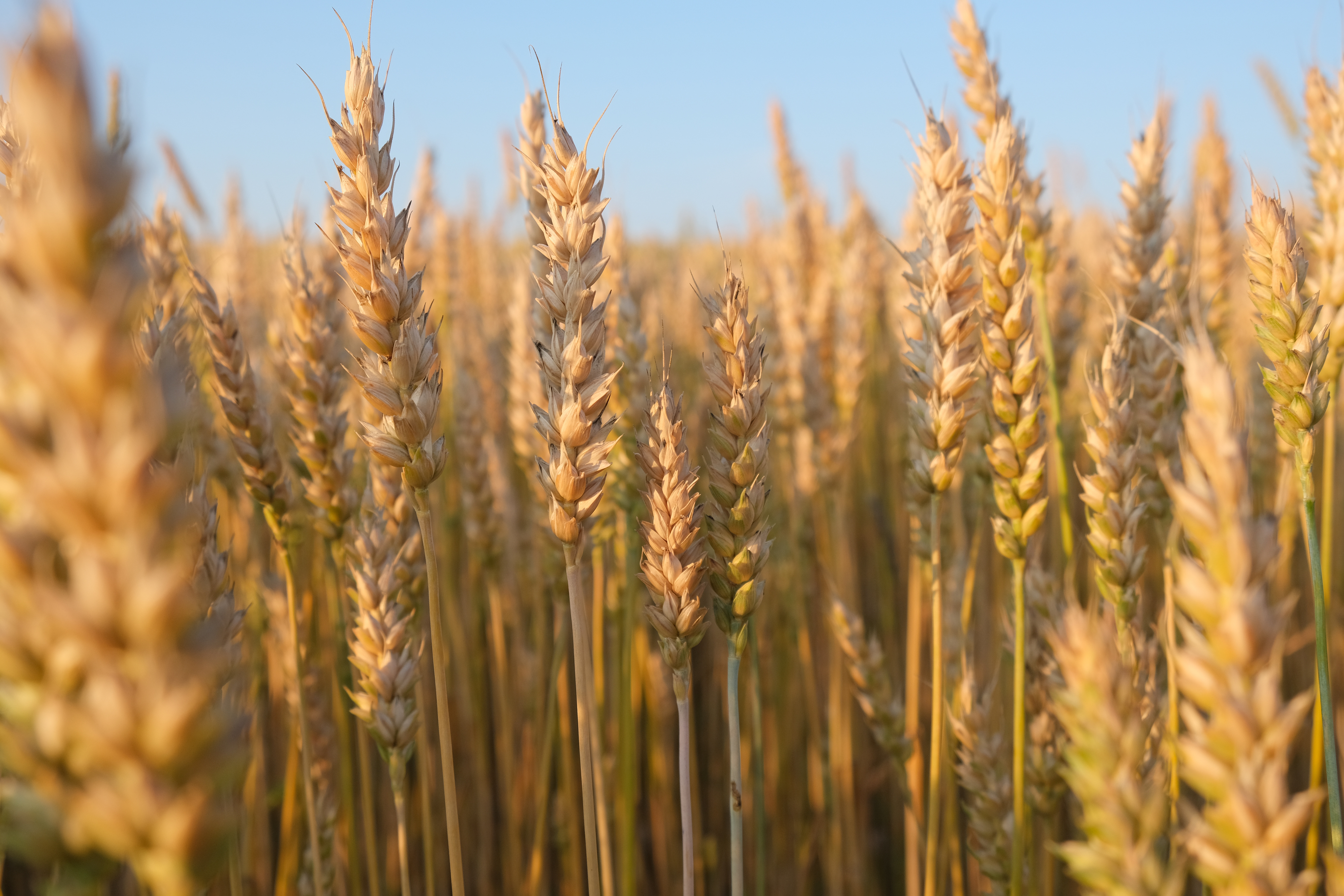
Blat

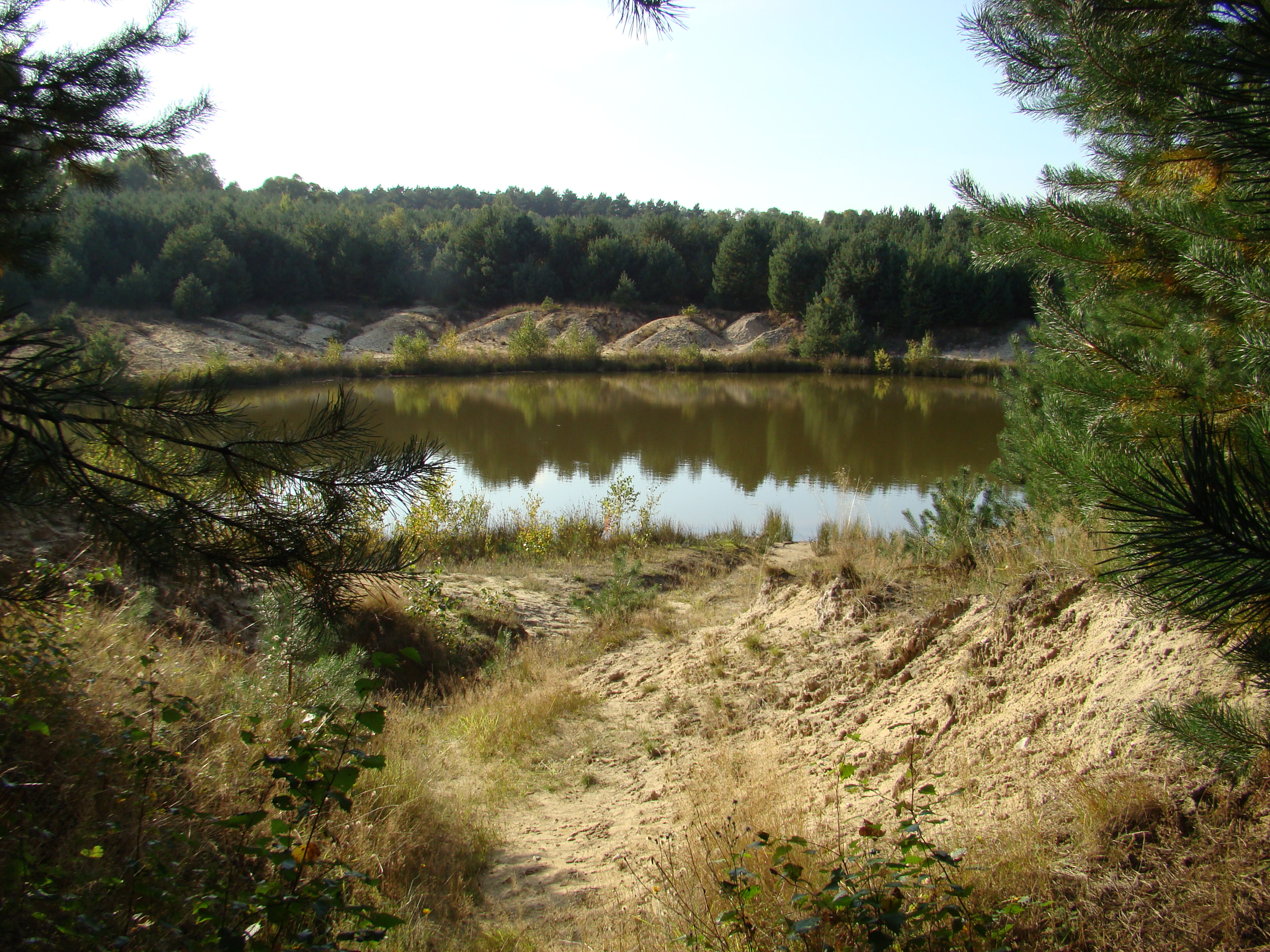
Microalgues

L'agromassa i els agrocombustibles són combustibles que es cremen per a obtenir energia en motors o en centrals tèrmiques, de vegades barrejats amb combustibles fòssils, però que procedeixen de vegetals (fusta, blat, etc.) conreats extensivament o de productes de ramaderia, que posteriorment han de ser tractats industrialment. Es consideren no sostenibles i no renovables a escala humana. Pot semblar que si una planta es pot conrear i pot créixer, és a dir que la podem produir, al contrari que l'urani o el carbó, hauria de ser renovable, però no ho és perquè creix massa lentament comparat amb la velocitat amb la que els gastem i perquè no hi ha prou espai a la Terra com per a conrear-lo. Caldria la superfície sencera d'uns quants planetes Terra només pels conreus d'agromassa necessaris per substituir l'energia obtinguda actualment pels combustibles fòssils.
La fusta i altres agrocombustibles similars ja s'havien usat de manera més o menys sostenible (s'ha talat molts boscos sencers de manera irreversible per a obtenir la fusta dels arbres, per exemple) abans del carbó, que pràcticament els va substituir per complet. Al tercer quart del segle xx es van començar a estudiar de nou com a alternativa als combustibles fòssils i posteriorment es van desestimar per resultar igualment contaminants i exhauribles, i en canvi tenir un rendiment energètic molt menor. Per exemple, l'agroetanol i de l'agrodièsel tenen una Taxa de Retorn Energètic, TRE, inferior a la unitat o molt propera a ella, cosa que gairebé cal la mateixa energia per a produir-lo que la que s'obté de la seva combustió. Com a referència, el carbó a les centrals tèrmiques actualment té una TRE de 9 (era de 80 als anys 40) i el petroli als 40 en tenia una de 100, és a dir que per a obtenir cent calories de petroli hom havia d'invertir una sola en la seva obtenció i tractament.
Paral·lelament s'han desenvolupat tecnologies que permeten aprofitar millor l'energia i la calor utilitzades, com la cogeneració i l'aprofitament de la calor dels fums industrials per etapes. Algunes d'elles aconsegueixen energia o calor a partir del tractament de residus, que poden ser orgànics, com els fems d'humans i altres animals, les escombraries orgàniques urbanes o les herbes i branques que es tallen quan hom cuida un jardí. Aquestes escombraries, tot i que orgàniques, es poden tractar, per exemple amb un compostatge o descomposició anaeròbia per a obtenir gas natural (anomenat "biogàs") o cremant-los en una xemeneia. Aquests subproductes no poden substituir mai les fonts d'energia primària per complet, ni ser font d'energia com a primer objectiu (seria inviable i no renovable) però resulten pràctics pel fet d'acompanyar un procés que de tota manera s'hauria de fer i perquè, com que es produeixen "sense voler", l'energia necessària per a fer-ho (per a obtenir altres productes principals, de fet) no es comptabilitza al balanç energètic. L'agrocombustible d'alga és un exemple de subproducte d'un procés de disminució de diòxid de carboni emès a l'aire per una fàbrica, que de pas es pot usar per a ser cremat, com el biogàs, en una central tèrmica, disminuint així una mica la quantitat de combustibles fòssils, per a intentar allargar la seva durada.